# أبان (اسم)
أَبَان هو اسم علم مذكر من أصل عربي، وجاء الاسم على صيغة الفعل الماضي، ومعناه الظهور والوضوح، وهو من الأسماء العربية القديمة.

## الأصل اللغوي
لفظ أَبَان هو من المصدر بين. قال تعالى في سورة يوسف ﴿الر تِلْكَ آيَاتُ الْكِتَابِ الْمُبِينِ ۝١﴾ [يوسف:1]. أَبَنَ الرجلَ يأْبُنُه ويأْبِنُه أَبْناً: اتَّهمَه وعابَه، وقال اللحياني: أَبَنْتُه بخَير وبشرٍّ آبُنُه وآبِنُه أَبْناً، وهو مأْبون بخير أَو بشرٍّ؛ فإذا أَضرَبْت عن الخير والشرّ قلت: هو مأْبُونٌ لم يكن إلا الشرّ، وكذلك ظَنَّه يظُنُّه. الليث: يقال فلان يُؤْبَنُ بخير وبشَرّ أَي يُزَنُّ به، فهو مأْبونٌ. أَبو عمرو: يقال فلان يُؤْبَنُ بخير ويُؤْبَنُ بشرّ، فإذا قلت يُؤْبَنُ مُجَرَّداً فهو في الشرّ لا غيرُ.
وفي حديث ابن أَبي هالة في صفة مجلس النبي، صلى الله عليه وسلم: مجلِسُه مجلسُ حِلْمٍ وحيَاءٍ لا تُرْفَعُ فيه الأَصْواتُ ولا تُؤْبَنُ فيه الحُرَمُ أَي لا تُذْكَر فيه النساءُ بقَبيح، ويُصانُ مجلسُه عن الرَّفَث وما يَقْبُحُ ذِكْرُه. يقال: أَبَنْتُ الرجلَ آبُنُه إذا رَمَيْتَه بِخَلَّةِ سَوْء، فهو مأْبُونٌ، وهو مأْخوذ عن الأُبَن، وهي العُقَدُ تكونُ في القِسيّ تُفْسِدُها وتُعابُ بها. الجوهري: أَبَنَه بشرٍّ يَأْبُنُه ويأْبِنه اتَّهَمَه به. وفلانٌ يُؤْبَنُ بكذا أي يُذْكَرُ بقبيح. وفي الحديث عن النبي، صلى الله عليه وسلم: أَنه نهى عن الشِّعْر إذا أُبِنَتْ فيه النساءُ؛ قال شمر: أَبَنْتُ الرجلَ بكذا وكذا إذا أَزْنَنْته به. وقال ابن الأَعرابي: أَبَنْتُ الرجلَ آبِنُه وآبُنُه إذا رَمَيْتَه بقبيح وقَذَفْتَه بسوء، فهو مأْبُونٌ، وقوله: لا تُؤْبَنُ فيه الحُرَمُ أَي لا تُرْمى بسُوء ولا تُعابُ ولا يُذْكَرُ منها القبيحُ وما لا يَنْبَغي مما يُسْتَحى منه. وفي حديث الإفْك: أَشِيروا عليَّ في أُناسٍ أَبَنُوا أَهْلي أَي اتَّهَموها. والأبْنُ: التهمَةُ. وفي حديث أَبي الدَّرداء: إن نُؤْبَنْ بما ليس فينا فرُبَّما زُكِّينا بما ليس فينا؛ ومنه حديث أَبي سعيد: ما كُنَّا نأْبِنُه بِرُقْية أَي ما كُنَّا نَعْلم أَنه يَرْقي فنَعيبَه بذلك: وفي حديث أَبي ذرٍّ: أَنه دَخَل على عُثْمان بن عَفَّانَ فما سَبَّه ولا أَبَنه أَي ما عابَه، وقيل: هو أَنَّبه، بتقديم النون على الباء، من التأْنيب اللَّومِ والتَّوبيخ. وأَبَّنَ الرجلَ: كأَبَنَه.
وآبَنَ الرجلَ وأَبَّنَه، كلاهما: عابَه في وجهه وعَيَّره. والأُبْنة، بالضم: العُقْدة في العُود أَو في العَصا، وجمْعُها أُبَنٌ؛ قال الأَعشى: قَضيبَ سَرَاءٍ كثير الأُبَنْ قوله «كثير الابن» في التكملة ما نصه: والرواية قليل الابن، وهو الصواب لأن كثرة الابن عيب، وصدر البيت: سلاجم كالنحل أنحى لها. قال ابن سيده: وهو أَيضاً مَخْرَج الغُصْن في القَوْس. الأُبْنة: العَيْبُ في الخَشَب والعُود، وأَصلُه من ذلك. ويقال: ليس في حَسَبِ فلانٍ أُبْنةٌ، كقولك: ليس فيه وَصْمةٌ.
والأُبْنةُ: العَيْبُ في الكلام، وقد تَقدَّم قولُ خالِد بن صَفْوانَ في الأُبْنة والوَصْمة؛ وقول رؤبة: وامْدَحْ بِلالاً غير ما مُؤَبَّنِ، ترَاهُ كالبازي انْتَمَى للْمَوْكِنِ انْتَمى: تَعَلَّى. قال ابن الأَعرابي: مُؤَبَّنٌ مَعيبٌ، وخالَفَه غيره، وقيل: غير هالكٍ أَي غير مَبْكيٍّ؛ ومنه قول لبيد: قُوما تجُوبانِ مَعَ الأَنْواحِ، (* قوله «قوما تجوبان إلخ» هكذا في الأصل، وتقدم في مادة نوح: تنوحان.
وأَبِّنَا مُلاعِبَ الرِّماحِ، ومِدْرهَ الكَتيبةِ الرَّداحِ. وقيل للمَجْبوس: مأْبونٌ لأَنه يُزَنُّ بالعيب القبيح، وكأَنَّ أَصلَه من أُبْنة العَصا لأَنها عيبٌ فيها.
وأُبْنة البعيرِ: غَلْصَمتُه؛ قال ذو الرُّمّة يصف عَيْراً وسَحيلَه: تُغَنِّيه من بين الصَّبيَّيْن أُبْنةٌ نَهُومٌ، إذا ما ارتَدَّ فيها سَحِيلُها. تُغَنِّيه يعني العَيْر من بين الصَّبيَّيْن، وهما طرَفا اللَّحْي. والأُبْنةُ: العُقْدةُ، وعنى بها ههنا الغَلْصمة، والنَّهُومُ: الذي يَنْحِطُ أَي يَزْفر، يقال: نَهَمَ ونأَم فيها في الأُبنة، والسَّحِيلُ: الصَّوْتُ.
ويقال: بينهم أُبَنٌ أَي عداواتٌ. وإبَّانُ كلِّ شيء، بالكسر والتشديد: وقْتُه وحِينُه الذي يكون فيه. يقال: جِئْتُه على إبَّانِ ذلك أَي على زمنه.
وأَخَذَ الشيءَ بإبَّانِهِ أَي بزمانه، وقيل: بأَوَّله. يقال: أَتانا فلانٌ إبَّانَ الرُّطبِ، وإبّانَ اخْتِرافِ الثِّمار، وإبّانَ الحرِّ والبرد أَي أَتانا في ذلك الوقت، ويقال: كل الفواكه في إبّانِها أَي في وَقْتها؛ قال الراجز: أَيَّان تقْضي حاجتي أَيّانا، أَما تَرى لِنُجْحها إبّانا؟ وفي حديث المبعث: هذا إبّانُ نجومه أَي وقت ظهوره، والنون أَصلية فيكون فِعَّالاً، وقيل: هي زائدة، وهو فِعْلانُ من أَبَّ الشيءُ إذا تهَيَّأَ للذَّهاب، ومن كلام سيبويه في قولهم يا لَلْعجَب أَي يا عجب تعالَ فإِنه من إبّانِكَ وأَحْيانِك.وأَبَّنَ الرجلَ تأْبيناً وأَبَّله: مَدَحه بعد موته وبكاه؛ قال مُتمِّم بن نُوَيرة: لعَمري وما دَهري بتأْبين هالكٍ، ولا جَزِعاً ممّا أَصابَ فأَوْجعَا.
وقال ثعلب: هو إذا ذكَرْتَه بعد موته بخير؛ وقال مرة: هو إذا ذكرته بعد الموت. وقال شمر: التَّأْبينُ الثَّناءُ على الرجل في الموت والحياة؛ قال ابن سيده: وقد جاء في الشعر مدْحاً للحَيّ، وهو قول الراعي: فرَفَّعَ أَصحابي المَطِيَّ وأَبَّنُوا هُنَيْدَة، فاشتاقَ العُيونُ اللَّوامِح. قال: مَدحَها فاشْتاقوا أَن يَنْظروا إليها فأَسْرعوا السيرَ إليها شَوْقاً منهم أَن ينظروا منها. وأَبَنْتُ الشيء: رَقَبْتُه؛ وقال أَوسٌ يصف الحمار: يقولُ له الراؤُونَ: هذاكَ راكِبٌ يُؤَبِّنُ شَخْصاً فوقَ علياءَ واقِفُ وحكى ابن بري قال: روى ابنُ الأَعرابي يُوَبِّر، قال: ومعنى يُوَبِّر شخصاً أَي ينظر إليه ليَسْتَبينَه. ويقال: إنه لَيُوَبِّرُ أَثراً إذا اقتَصَّه، وقيل لمادح الميت مُؤَبِّنٌ لاتِّباعه آثار فعاله وصنائعه. والتَّأْبينُ: اقتِفار الأََثر. الجوهري: التأْبينُ أَن تقْفو أَثَرَ الشيء. وأَبَّنَ الأثر: وهو أَن يَقْتَفِره فلا يَضِح له ولا ينفَلِت منه. والتأْبين: أَن يُفْصَدَ العِرْقُ ويُؤْخَذ دَمُه فيُشوى ويُؤكل؛ عن كراع. ابن الأَعرابي: الأَبِنُ، غير ممدود الأَلف على فَعِلٍ من الطعام والشراب، الغليظ الثَّخين. وأَبَنُ الأَرض: نبتٌ يخرُج في رؤُوس الإكام، له أَصل ولا يَطول، وكأَنه شَعَر يُؤْكل وهو سريع الخُروج سريع الهَيْج؛ عن أَبي حنيفة.
وأَبانانِ جبلان في البادية، وقيل: هما جَبَلان أَحدهما أَسود والآخر أَبْيض، فالأَبيَض لبني أَسد، والأَسود لبني فَزارة، بينهما نهرٌ يقال له الرُّمَةُ، بتخفيف الميم، وبينهما نحو من ثلاثة أَميال وهو اسم علم لهما؛ قال بِشْر يصف الظعائن: يَؤُمُّ بها الحُداةُ مِياهَ نَخْلٍ، وفيها عن أَبانَيْنِازْوِرارُ وإنما قيل: أَبانانِ وأَبانٌ أَحدهما، والآخر مُتالِعٌ، كما يقال القَمَران؛ قال لبيد: دَرَسَ المَنا بِمُتالِعٍ وأَبانِ، فتقادَمَتْ بالحِبْسِ فالسُّوبانِ قال ابن جني: وأَما قولهم للجبَلين المُتقابلين أَبانانِ، فإنَّ أَبانانِ اسم علم لهما بمنزلة زيدٍ وخالد، قال: فإن قلت كيف جاز أَن يكون بعض التثنية علماً وإنما عامَّتُها نكرات؟ أَلا ترى أَن رجُلين وغُلامَين كلُّ واحد منهما نكرة غير علم فما بال أَبانَين صارا علماً؟ والجواب: أَن زيدين ليسا في كل وقت مُصْطحِبَين مقترنين بل كل واحد منهما يُجامِع صاحبَه ويُفارِقه، فلما اصطحَبا مرة وافترقا أُخرى لم يُمْكِن أَن يُخَصَّا باسمٍ علم يُفيدُهما من غيرِهما، لأَنهما شيئان، كلُّ واحد منهما بائنٌ من صاحِبه، وأَما أَبانانِ فجبَلان مُتقابلان لا يُفارق واحدٌ منهما صاحبَه، فجَرَيا لاتِّصال بعضِهما ببعض مَجْرى المسمَّى الواحد نحو بَكْرٍ وقاسِمٍ، فكما خُصَّ كلُّ واحدٍ من الأَعلام باسم يُفيدُه من أُمَّتِه، كذلك خُصَّ هذان الجَبَلان باسم يُفيدهما من سائر الجبال، لأَنهما قد جَرَيا مجرى الجبل الواحد، فكما أَن ثَبيراً ويَذْبُل لمَّا كان كل واحد منهما جبلاً واحداً متصلة أَجزاؤُه خُصَّ باسم لا يُشارَك فيه، فكذلك أَبانانِ لمَّا لم يفترق بعضهما من بعض كانا لذلك كالجَبَل الواحد، خُصّا باسمٍ علم كما خُصَّ يَذْبُل ويَرَمْرَمُ وشمَامِ كلُّ واحد منها باسم علم؛ قال مُهَلهِل: أَنْكَحَها فَقْدُها الأَراقِمَ في جَنْبٍ، وكان الخِباءُ من أَدَمِ لَوْ بأَبانَيْنِ جاء يَخْطُبها رُمِّلَ، ما أَنْفُ خاطِبٍ بدَمِ الجوهري: وتقول هذان أَبانان حَسَنَينِ، تَنْصِب النعتَ لأَنه نكرة وصفت به معرفة، لأَن الأَماكن لا تزولُ فصارا كالشيء الواحد، وخالَف الحيوانَ، إذا قلت هذان زيدان حسَنان، ترفع النعت ههنا لأَنه نكرةٌ وُصِفت بها نكرة؛ قال ابن بري: قول الجوهري تنصب النعت لأَنه نكرة وصفت به معرفة، قال: يعني بالوصف هنا الحال. قال ابن سيده: وإنما فرقوا بين أَبانَين وعَرَفاتٍ وبين زَيدَينِ وزَيدين من قِبَل أَنهم لم يجعلوا التثنية والجمع علماً لرجُلينِ ولا لرِجال بأَعيانِهم، وجعلوا الاسم الواحد علَماً لشيء بعينه، كأَنهم قالوا إذا قلنا ائْتِ بزَيْدٍ إنما نريد هات هذا الشخص الذي يسيرُ إليه، ولم يقولوا إذا قلنا جاء زيدانِ فإنما نعني شخصين بأَعيانهما قد عُرِفا قبل ذلك وأُثْبِتا، ولكنهم قالوا إذا قلنا جاء زيد بن فلان وزيدُ بن فلانٍ فإنما نعني شيئين بأَعيانهما، فكأَنهم قالوا إذا قلنا ائتِ أَبانَيْنِ فإنما نعني هذينِ الجبلَينِ بأَعيانهما اللذين يسير إليهما، أَلا ترى أَنهم لم يقولوا أمْرُرْ بأَبانِ كذاوأَبانِ كذا؟ لم يفرّقوا بينهما لأَنهم جعلوا أَبانَيْنِ اسماً لهما يُعْرَفانِ به بأَعيانهما، وليس هذا في الأَناسيِّ ولا في الدوابّ، إنما يكون هذا في الأَماكنِ والجبال وما أَشبه ذلك، من قِبَل أَنّ الأَماكِنَ لا تزول فيصيرُ كل واحدٍ من الجبلَينِ داخلاً عندهم في مثل ما دخل فيه صاحبُه من الحال والثَّباتِ والخِصبِ والقَحْطِ، ولا يُشارُ إلى واحدٍ منهما بتعريفٍ دون الآخر فصارا كالواحد الذي لا يُزايِله منه شيءٌ حيث كان في الأَناسيّ والدوابّ والإنسانانِ والدّابتان لا يَثْبُتانِ أَبداً، يزولانِ ويتصرّفان ويُشارُ إلى أَحدِهما والآخرُ عنه غائبٌ، وقد يُفرَد فيقال أَبانٌ؛قال امرؤ القيس: كان أَباناً، في أَفانِينِ وَدْقِه، كبيرُ أُناسٍ في بِجادٍ مُزَمَّلِ (في رواية أخرى: كأنّ كبيراً، بدل أباناً. اسم رجلٍ. وقوله في الحديث: من كذا وكذا إلى عَدَن أَبْيَنَ، أَبْيَنُ بوزن أَحْمر، قريةٌ على جانب البحر ناحيةَ اليمن، وقيل: هو اسمُ مدينة عدَن. وفي حديث أُسامة: قال له رسول الله، صلى الله عليه وسلم، لمّا أَرسَله إلى الرُّوم: أَغِرْ على أُبْنَى صباحاً؛ هي، بضمّ الهمزة والقصر، اسمُ موضعٍ من فلَسْطينَ بين عَسْقَلانَ والرَّمْلة، ويقال لها يُبْنَى، بالياء، والله أَعلم.

## الشخصيات
- أبان بن سعيد بن العاص.
- أبان بن عبد الله.
- أبان العبدي.
- أبان المحاربي.
- أبان بن أبي عياش الشني.
- أبان بن تغلب الربعي.
- أبان بن صالح بن عمير بن عبيد.
- أبان بن عثمان بن عفان.
- أبان بن يزيد العطار.
- أبان بن معاوية.
- أبان اللاحقي.
- أبان بن مروان.
- أبان بن صالح.
- أبان التغلبي.
- أبان بن عثمان بن يحيى.
- أبان بن الوليد بن عقبة.
- أبان بن صمعة.
- أبان بن كثير الكوفي.